# Друоньо
Друоньо (італ. Druogno, п'єм. Dravén) — муніципалітет в Італії, у регіоні П'ємонт,  провінція Вербано-Кузіо-Оссола.
Друоньо розташоване на відстані близько 570 км на північний захід від Рима, 135 км на північний схід від Турина, 23 км на північ від Вербанії.
Населення — 998 осіб (2014).

## Демографія
Населення за роками:

Станом на 1 січня 2023 року в муніципалітеті офіційно проживало 49 іноземців з 11 країн, серед них 17 громадян країн Євросоюзу та 5 громадян України.

## Сусідні муніципалітети
- Мазера
- Санта-Марія-Маджоре
- Тронтано